# Chris Paisley
Chris Paisley (24 maart 1986) is een golfprofessional uit Mickley,  Northumberland, Engeland. 

## Amateur
Chis Paisley zat op de Prudhoe Community High School. Zijn moeder Joan was regelmatig zijn caddie als hij namens de club ergens moest spelen. Hij haalde handicap +4 en won onder meer het Northumberland Kampioenschap, net als zijn broer Andy, die inmiddels PGA head-professional is op de Hexham Golf Club. Ook zijn vader Eddie en zijn andere broer Richard hebben een single-handicap. 

Hij vertegenwoordigde in 2008 zijn land in de St Andrews Trophy en in 2009 in de Walker Cup. Hij studeerde in 2010 af aan de Universiteit van Tennessee, waar hij zijn vriendin Keri Drish uit Gray ontmoette. Na het afstuderen werd hij professional.

### Gewonnen
- 2007: Bank of Tennessee Intercollegiate
- 2008: Arizona Invitational, Czech Open Amateur Palmer Cup at Cherry Hills

### Teams
- St Andrews Trophy: 2008 (winnaars) op Kingsbarns
- Walker Cup: 2009 op de Merion Golf Club
- Palmer Cup: 2009 (winnaars) op Cherry Hills

## Professional
In 2010 eindigde hij op de 3de plaats van de rangorde van de Alps Tour. 
In 2011 speelde hij weer op de Alps Tour, waar hij tweemaal won en aan de leiding van de Order of Merit staat. Ook speelde hij acht toernooien op de Hooters Tour, waarbij hij twee keer derde werd. Door zijn goede resultaten kreeg hij ook een tiental invitaties voor toernooien van de Europese Challenge Tour. Zijn beste resultaat daar is een 3de plaats bij het Kärnten Golf Open met een score van -16.

### Gewonnen
Alps Tour
- 2011: Peugeot Open de Catalunya, Peugeot Tour de Valencia

Challenge Tour
- 2012: English Challenge